# Политика идентичности
Политика идентичности — политика, основанная на определённой идентичности, такой как этническая принадлежность, раса, национальность, религия, конфессия, гендер, сексуальная ориентация, социальное происхождение, каста и социальный класс. Термин может также охватывать другие социальные явления, которые обычно не относятся к политике идентичности, такие как государственная миграционная политика, которая регулирует мобильность на основе идентичности, или крайне правые националистические программы исключения национальных или этнических «других». По этой причине Курцвелли, Перес и Шпигель, которые рассматривали несколько возможных определений термина, утверждают, что это аналитически неточная концепция.
Термин политика идентичности появился в конце XX века, хотя у этого понятия были истоки в трудах таких авторов, как Мэри Уолстонкрафт и Франц Фанон. Многие современные сторонники политики идентичности придерживаются интерсекциональной теории, которая описывает ряд взаимодействующих систем угнетения, которые могут влиять на жизнь человека и определяться его различными идентичностями. По мнению многих авторов, которые называют себя сторонниками политики идентичности, она концентрирует опыт тех, кто сталкивается с системным угнетением; цель состоит в том, чтобы лучше понять взаимодействие расового, экономического, полового и гендерного угнетения и др. и гарантировать, что ни одна группа не будет непропорционально затронута политическими действиями. Такие современные применения политики идентичности описывают людей определённой расы, этнической принадлежности, пола, гендерной идентичности, сексуальной ориентации, возраста, экономического класса, статуса инвалидности, образования, религии, языка, профессии, принадлежности к политической партии, статуса ветерана, статуса восстановления и географического положения. Эти аспекты идентичности не являются взаимоисключающими, но во многих случаях объединяются в один при описании гиперспецифичных групп. Примером могут служить афроамериканские, гомосексуальные женщины, которые составляют особый гиперспецифичный класс идентичности.
Критика политики идентичности обычно исходит от правоцентристов или от крайне левых. Многие социалисты, анархисты и идеологические марксисты представили серьёзную критику политики идентичности, указывая на её разделяющую направленность, и утверждая, что она формирует идентичности, которые могут подорвать единство пролетариата и классовую борьбу в целом. Левый политолог Майкл Паренти писал, что современные американские левые опираются на что угодно, кроме класса, они создали множество групп идентичности, сосредоточенных вокруг этнических, гендерных, культурных и вопросов и проблем образа жизни. Эти группы рассматривают свои претензии как находящиеся за рамки классовой борьбы, и им почти нечего сказать о всё более жёсткой политико-экономической «классовой» несправедливости, которая направлена против всех. Многие консервативные авторы и СМИ также критиковали политику идентичности, но по другим причинам, утверждая, что она по своей сути является коллективистской и предвзятой. Правые критики политики идентичности считают её партикуляристской, в отличие от универсализма либеральных или марксистских перспектив, или утверждали, что она отвлекает внимание от структур угнетения и эксплуатации, не основанных на идентичности. Левые критики политики идентичности, например, Нэнси Фрейзер, утверждают, что политическая мобилизация, основанная на идентитарности, приводит к поверхностному перераспределению, предполагаемому в рамках существующей структуры и существующих производственных отношений и не может изменить статус-кво. По мнению Фрейзер, деконструкция идентичности в большей мере способствует левой политике экономического перераспределения. Другие критики, такие как Курцвелли, Раппорт и Шпигель, утверждают, что политика идентичности часто приводит к воспроизводству и овеществлению эссенциалистских представлений об идентичности.